# Pablo Cepeda
Juan Pablo Cepeda Basualto (30 de octubre de 1976), es un cantante, compositor y percusionista sueco, hijo de padres chilenos. 
Ha formado parte del cuerpo de músicos de destacados artistas como Ricky Martin, Chayanne y Enrique Iglesias. Su música posee fuertes toques latinos mezclados con ritmos modernos.
Antiguamente era uno de los coristas de DJ Méndez, fue con él cuando se descubrió la espectacular voz que posee, destacando en canciones como «Fiesta», «Blanca», «Adrenaline» y «Carnaval». Con él ha participado en diversos eventos como el Festival de Viña del Mar 2002 y el Melodifestivalen 2002.
Actualmente lleva a cabo una carrera como solista, llegando a participar en eventos como el Melodifestivalen 2006 y en el famoso programa de la televisión sueca Allsång på Skansen, ha cantado con artistas destacados como Wyclef Jean, Lill-Babs, entre otros.